# O Pica-pau Amarelo (filme)
O Picapau Amarelo é um filme de fantasia brasileiro de 1973 dirigido por Geraldo Sarno e roteirizado por ele e Armando Costa. O filme é baseado no livro de mesmo nome e a séries de livros homônima pelo escritor brasileiro Monteiro Lobato (1882 - 1948). Esse é o segundo longa-metragem baseado em uma obra de Lobato, da série Sítio do Picapau Amarelo, o primeiro foi O Saci (1953).  Estrelado por Leda Zepellin, Cid Ribeiro, Gina Izzo, Iracema de Alencar, Zeni Pereira, Joel Barcellos, Carlos Imperial e Gianni Ratto.

## Sinopse
O Visconde de Sabugosa está trancado na biblioteca escrevendo uma enciclopédia sobre os personagens das fábulas infantis. Dona Benta recebe uma carta do Pequeno Polegar, escrita em uma pétala de rosa, em que ele, constatando que os habitantes do mundo das fábulas estão esquecidos nos livros das estantes, solicita que todos que morem no Sítio do Pica-pau Amarelo. Emília e as crianças adoram a ideia, e Dona Benta responde que sim. O Capitão Gancho aprisiona o príncipe da Branca de Neve e exige resgate em ouro. O Visconde de Sabugosa vai ter com Gancho e convida para comer bolinhos de fubá no sítio. Enquanto isso, Pedrinho e Narizinho convencem Sancho Pança a se fazer passar pelo Capitão Gancho, enganar os piratas e ordenar a soltura do príncipe. Este quando se vê livre, cai perto de um jacaré e é comido. Branca de Neve chora inconsolada. O Capitão Gancho descobre que foi ludibriado e foge furioso, jurando vingança. Emília quer ajudar Branca de Neve. Pega o arco e a flecha de Cupido e promove o romance de Branca de Neve com o Príncipe Codadade. O Capitão Gancho volta e toma o sítio. Todos os personagens das fábulas querem arrumar uma solução. Dom Quixote diz que derrotará o pirata, mas cai numa armadilha e é preso, justamente com quase todos do Sítio do Picapau Amarelo. O Visconde enlouquece, por causa do excesso de cultura. Ele, Emília e as crianças cheiram o pó de pirlimpimpim e se transportam atrás de Hércules, para buscar ajuda. O Visconde toma banho em uma panela para limpar o excesso de cultura e voltar ao normal. Hércules resolve se banhar no caldo de Visconde e fica horrivelmente culto e, por conseguinte, inútil para salvar o Sítio. Emília, Narizinho e Pedrinho decidem enfrentar o pirata sozinhos. Eles conseguem enfrentar o Capitão Gancho, com a ajuda de um jacaré e estilingues. Finalmente a vida no Sítio do Picapau Amarelo volta ao normal.

## Elenco
| Ator                  | Personagem           |
| --------------------- | -------------------- |
| Leda Zepellin         | Emília               |
| Cid Ribeiro           | Pedrinho             |
| Gina Izzo             | Narizinho            |
| Joel Barcellos        | Visconde de Sabugosa |
| Carlos Imperial       | Capitão Gancho       |
| Gianni Ratto          | Don Quixote          |
| Iracema de Alencar    | Dona Benta           |
| Zeni Pereira          | Tia Nastácia         |
| Wilson Vianna         | Hércules             |
| Lajar Muzuris         | Sancho Pança         |
| José Carlos Arutin    | Tom Mix              |
| José Policena         | La Fontaine          |
| Marcos Flaksman       | Aladim               |
| Marcelo               | Codadade             |
| Ines Casoy            | Branca de Neve       |
| Cosme dos Santos      | Saci                 |
| Edimir Paixão         | Príncipe             |
| Nelson Dantas         | Elias Turco          |
| Thomas Farkas         | Barão de Munchausen  |
| Carlos Farah          | Starckey             |
| Pedro Nanni           | Robin Hood           |
| Berilo Faccio         | Herói                |
| Ricardo Petraglia     | Herói                |
| Semi Lufti            | Herói                |
| Marcelinho            | Cupido               |
| Francisco de Oliveira | Pequeno Polegar      |

## Produção e recepção
O filme foi uma coprodução da Mapa Filmes e Saga Filmes.  O roteiro do filme, escrito por Geraldo Sarno e Armando Costa, é uma mistura de vários livros de Monteiro Lobato, fora o que dá título ao filme. Além de escrever e dirigir, Sarno também trabalhou na edição do filme. Carlos Brajsblat foi o seu assistente de montagem.  A trilha sonora do filme foi composta por Rogério Duprat, que partiu das indicações prévias de Sarno e do produtor Thomas Farkas. 